# Wikstroemia polyantha
Wikstroemia polyantha är en tibastväxtart som beskrevs av Elmer Drew Merrill. Wikstroemia polyantha ingår i släktet Wikstroemia och familjen tibastväxter. Inga underarter finns listade i Catalogue of Life.